# Kerkbuurt (Schagen)
Kerkbuurt (52° 44′ N, 4° 45′ L) é uma localidade do município Schagen, na província neerlandesa da Holanda do Norte. Kerkbuurt está situada a nove quilômetros a noroeste de Heerhugowaard.